# Duc de Sant Jaume
El 2 d'octubre de 1931 moria sense descendència Jaume III, pretendent carlí a la Corona espanyola. Els drets dinàstics de la branca carlista van recaure llavors en el seu oncle Alfons Carles I, de 82 anys, que va decidir adoptar el títol de «duc de Sant Jaume». Segons va afirmar el propi Alfonso Carlos en una carta enviada el 4 de novembre de 1931 al marquès de Villores, el títol tenia una «significació alhora religiosa, patriòtica i tradicionalista».
El 29 de setembre de 1961 Xavier de Borbó i Parma va transferir el títol al seu fill Carles Hug.
El 28 de setembre de 2003 Carles Hug al seu torn l'hi va transferir al seu fill Jaume, en el context d'un acte legitimista celebrat a Arbonne.